# Вук Драшкович
Вук Дра́шкович (серб. Вук Драшковић/Vuk Drašković, нар. 29 листопада 1946, с. Меджа, громада Житиште, Воєводина, ФНРЮ) — сербський політик, письменник, дипломат, визнаний русофіл, поміркований націоналіст, монархіст, один з ідеологів Великої Сербії.
Очолював МЗС Сербії і Чорногорії у 2004—2006 роках, а після відокремлення Чорногорії у червні 2006 р. — міністр закордонних справ Сербії (до 8 травня 2007 р.).
Драшкович — організатор чи не найбільших за всю історію країни демонстрацій протесту проти Слободана Милошевича.
Доводиться кумом відомому сербському крайньому націоналістові Воїславу Шешелю.

## Ранні роки
Вук Драшкович народився 29 листопада 1946 року в селі Меджа, що у Воєводині (автономному краї Сербії, який тоді входив до складу Федеративної Народної Республіки Югославія), у сім'ї переселенців з Герцеговини. Вуку було шість місяців, коли його мати Стоя померла. Його батько одружився вдруге. Незабаром після народження Вука вся сім'я повернулася в Герцеговину. Таким чином, початкову школу Драшкович закінчив у Фойниці, середню — у Гацько (нині Республіка Сербська, Боснія і Герцеговина).

## Політична діяльність
Під час свого навчання на юридичному факультеті Белградського університету вступив у правлячу на той час партію Союз комуністів Югославії і дістав посаду керівника апарату голови Президії СФРЮ Міки Шпіляка, якому Драшкович писав промови. У 1968 р. Драшкович узяв участь у студентських заворушеннях у Белградському університеті. У тому самому році він закінчив юридичний факультет Белградського університету і почав працювати журналістом у державному інформаційному агентстві Телеграфне агентство нової Югославії (ТАНЮГ). У 1969—1978 рр. Драшкович був спеціальним кореспондентом ТАНЮГ у Найробі (Кенія).
У 1981 р. Драшкович пішов з інформаційного агентства, вибравши літературну кар'єру і написавши кілька бестселерів.

### 1990
У 1990 році Драшкович заснував партію «Сербський рух оновлення» (СРО). У  1990-х роках він був однією з найвідоміших постатей сербської опозиції і очолював майже всі опозиційні й антиурядові рухи та протести: в березні 1991 року, червні 1992 р. і червні 1993 р., а також тримісячні зимові протести студентів та опозиції 1996-1997 років. За свою діяльність отримав прізвисько «король вулиць і площ». Лідера Сербського руху оновлення і його дружину Даніцу Драшкович двічі заарештовували (в 1991 і 1993 рр.).
Драшкович неодноразово обирався депутатом парламенту. У 1990 р. на перших виборах до парламенту Сербії його партія здобула 19 з 250 депутатських мандатів, посівши друге місце після Соціалістичної партії Сербії Слободана Мілошевича (194 депутатські мандати).
Восени 1990 року Драшкович і його дружина Даніца також сформували бойове крило СРО — Сербську гвардію, що брала участь у Війні за незалежність Хорватії (1991—1995) на боці Республіки Сербська Країна. Пізніше, засуджений  Міжнародним трибуналом щодо колишньої Югославії до 22 років тюремного ув'язнення за злочини, скоєні в ході  Косовської війни, генерал-полковник Небойша Павкович заявляв, що замість нього, який просто виконував накази командування, перед судом мав би постати Вук Драшкович за створення «гвардії», яка нікому не підкорялася.

### 1992
У травні 1992 р. Драшкович став одним з лідерів об'єднаного блоку опозиції Демократичний рух Сербії (ДЕПОС), який у грудні 1992 р. отримав 20 з 138 місць на виборах до парламенту Союзної Республіки Югославія, а в грудні 1993 р. — 45 депутатських мандатів на виборах у парламент Сербії. У травні 1994 р. колишні союзники по опозиції СРО і Демократична партія Сербії розірвали всі відносини, а ДЕПОС розпався. У листопаді 1996 р. блок «Разом» (складався з партії Драшковича, Демократичної партії Сербії  Воїслава Коштуніци, Демократичної партії Зорана Джинджича і  Сербської радикальної партії Воїслава Шешеля) розраховував перемогти на виборах у союзний парламент, але отримав лише 22 місця. Восени 1997 р. більшість демократичних партій бойкотували вибори у парламент Сербії, але СРО взяв участь у передвиборній кампанії, отримавши 45 депутатських мандатів, поступившись партіям Мілошевича (110 місць) і Шешеля (82 місця). Крім того, Драшкович безуспішно брав участь у виборах президента Сербії: в грудні 1990 р. він програв Слободанові Мілошевичу, а в 1997 р. — його ставленику, кандидату від Соціалістичної партії Сербії Мілану Мілутіновичу.

### 1999
У січні 1999 р. СРО увійшов у урядову коаліцію, а Драшкович отримав посаду віце-прем'єра в уряді Югославії і зайнявся питаннями зовнішньої політики. У квітні 1999 р. Слободан Мілошевич звільнив Драшковича, який після початку  бомбардувань НАТО публічно дистанціювався від політики югославського президента. Восени 1999 р. СРО не приєднався до акцій протесту опозиційних партій, які вимагали відставки Слободана Мілошевича і створення перехідного уряду, проте Драшкович підтримав ідею проведення дострокових виборів.
Після цього на життя Драшковича було скоєно два замахи. Перший раз, 3 жовтня 1999 р. на Ібарській магістралі, неподалік від міста Лазареваць (за 40 км від Белграда) на його автомобіль наїхала вантажівка з піском. Драшкович і його дружина дістали легкі тілесні ушкодження, загинули троє охоронців і зять лідера СРО. Другий раз, 15 червня 2000 р., у місті Будва на узбережжі Чорногорії Драшковича було поранено у власній квартирі — невідомий стріляв по ньому крізь вікно. Якщо в 1999 р. Драшкович лише назвав пригоду організованим замахом, то в 2000 р. він публічно звинуватив в організації другого замаху президента Мілошевича.
Пізніше, за організацію замаху на Ібарській магістралі, а також за вбивство 4 осіб було засуджено групу на чолі з Мілорадом Улемеком «Легією» (колишній командир спецназу СДБ  Сербії «Червоні берети», який раніше очолював спецназ «Супер тигри» у  Сербській добровольчій гвардії). Самого «Легію» було засуджено до 40 років ув'язнення.

### 2000
24 вересня 2000 р. Драшкович не взяв участі у дострокових виборах президента  Союзної Республіки Югославія, а його ставленик Воїслав Михайлович набрав, за офіційними даними, лише 2,90 відсотка голосів і зайняв четверте місце, поступившись Коштуніці (48,96 відсотка), Мілошевичу (38,62 відсотка) та Шешелю (5,79 відсотка). 5 жовтня 2000 р. Слободан Мілошевич, який відмовився визнавати перемогу Воїслава Коштуніци в першому турі (за даними опозиції, їхній кандидат набрав більш ніж 50 відсотків голосів), був повалений у ході так званої « бульдозерної революції». На виборах 23 грудня 2000 року СРО зазнав повної поразки: у парламенті Сербії він не отримав жодного місця, а в союзному законодавчому органі — всього один мандат. У вересні 2002 р. Драшкович взяв участь у першому турі виборів  президента Сербії, але програв і не пройшов у другий тур. Щоправда, вибори так і не були визнані такими, що відбулися, через низьку явку виборців.

### 2003
28 грудня 2003 р. на виборах у сербський парламент партія Драшковича в коаліції з «Новою Сербією» отримала 22 депутатські мандати і сформувала коаліцію разом з  Демократичною партією (53 місця),  Демократичною партією Сербії (37 місця) і «Групою 17+» (34 місця).

### 2004
У квітні 2004 р. Драшкович став міністром закордонних справ в уряді республіки.

### 2007
21 січня 2007 р. на чергових парламентських виборах партія Драшковича знову зазнала нищівної поразки: Сербський рух оновлення (СРО) не одержав у парламенті жодного депутатського мандата. Тривалі переговори про формування нового уряду між  Демократичною партією Сербії прем'єра Коштуніци та  Демократичної партії президента Бориса Тадича могли закінчитися новими достроковими виборами, проте 15 травня 2007 р. парламент затвердив кабінет міністрів на чолі з колишнім прем'єром. На посту міністра закордонних справ Сербії Драшковича змінив колишній радник президента Тадича із зовнішньополітичних питань Вук Єремич.

## Літературний доробок

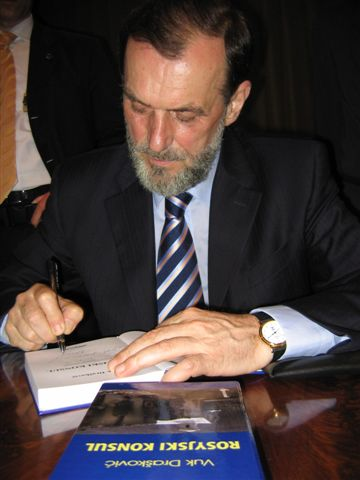
Драшкович підписує видання роману «Російський консул» польською мовою

За період з 1970 по 1980 рік Вук Драшкович написав п'ять романів: «Суддя», «Ніж» (екранізований у 1999 році), «Молитва», «Російський консул», «Ніч генерала». Всі вони стали бестселерами у масштабах Югославії та Балкан. Деякі з них було перекладено на англійську, французьку, російську, грецьку, румунську, чеську, польську та інші мови.

## Цікавинки
Вуку Драшковичу приписується популяризація в 90-ті роки знаменитого сербського привітання трьома пальцями як знаку національної самоідентифікації.